# Södertörns högskola
Södertörns högskola är en svensk statlig högskola med verksamhet i kommundelen Flemingsberg, Huddinge kommun i Stockholms län. På högskolan studerar runt 14 000  studenter på cirka 80 program och över 300 kurser. Utbildning och forskning bedrivs inom humaniora, samhällsvetenskap, teknik och naturvetenskap. Högskolan erbjuder också lärarutbildning med interkulturell profil och polisutbildning. Mycket av forskningen handlar om frågor som rör Östersjö- och Östeuropaområdet.
Inom Östersjö- och Östeuropaforskningen finns en kunskapsmiljö som anses vara högt rankad. Centrum för Östersjö- och Östeuropaforskning publicerar en mångvetenskaplig tidskrift, Baltic Worlds, med prenumeranter i ett 50-tal länder.
Södertörns högskola har ett regeringsuppdrag att bedriva lärarutbildning med inriktning mot romani chib samt romsk kultur och historia. Det sker i nära samarbete med den romska minoriteten.
Högskolans huvudbyggnad Moas båge som invigdes 2002 är ritad av White arkitekter och döpt efter författaren Moa Martinson.

## Historia

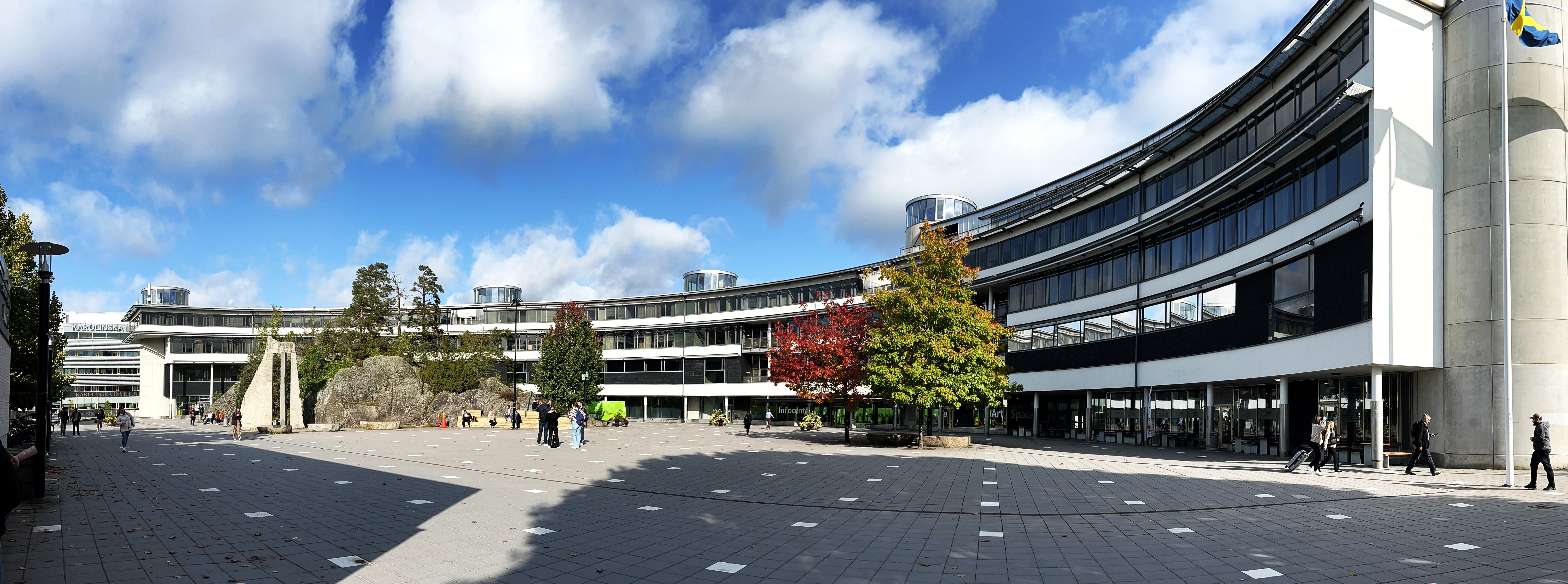
Huvudbyggnaden Moas båge vid Blickatorget. Till vänster skulpturgruppen Moas stenar, skapad av skulptören Claes Hake.

Södertörns högskola inrättades år 1996 efter ett riksdagsbeslut 1995. Utbyggnaden av den högre utbildningen i södra Storstockholm hade då utretts under lång tid. Bakgrunden var bland annat att övergången till högre studier var låg i södra Storstockholm, arbetslösheten hög och segregationsproblemen tenderade att bli stora. Till bakgrunden hörde också att Stockholms universitet inte ansåg det lämpligt att öka studentantalet i Frescati och att en högskola på Södertörn borde vara självständig och inte en del av Stockholms universitet. Till Flemingsberg hade Karolinska Institutet redan tidigare flyttat sin odontologiska utbildning. Även KTH och Stockholms universitet bedrev viss verksamhet i Flemingsberg och Novums forskningspark hade börjat byggas upp. 
Vid högskolans start 1996 fanns totalt cirka 1000 studenter. Högskolan hade då verksamhet i Södertälje, Flemingsberg och Haninge kommun. Till en början var Stockholms universitets rektor även rektor för Södertörns högskola, men 1 januari 1997 tillträdde Per Thullberg som högskolans rektor och i samband med det fick också högskolan egen examensrätt. 2002 invigdes högskolans nuvarande huvudbyggnad Moas båge i Flemingsberg som 2003 erhöll Betongvaruindustrins utemiljöpris. Med nya lokaler flyttades lärarprogrammet från Södertälje till Flemingsberg och Campus Telge i Södertälje lades i malpåse. Under våren 2006 beslutade högskolans styrelse att också flytta verksamheten från campus Haninge till campus Flemingsberg till hösten 2008 samt avveckla campus Telge där undervisningen redan upphört. 
Södertörns högskola ansökte hos regeringen om att få bli universitet 2002. Ansökan är ännu inte behandlad, och 2004 ansökte man tillsammans med Karolinska Institutet och Kungliga Tekniska högskolan om att få bilda ett gemensamt nätverksuniversitet på Södertörns högskola efter samma modell som Universitetet i Oxford i Storbritannien. I maj 2006 lämnas en uppdaterad version av universitetsansökan till regeringen, med beskrivningar av förändringar som genomförts sedan 2002. Den 1 juli 2010 gav Högskoleverket Södertörns högskola rätt att examinera doktorander inom områdena historiska studier, kritisk kulturteori, miljövetenskapliga studier samt politik, ekonomi och samhällets organisering. I slutet av 2013 tilldelades Södertörns högskola uppdraget att bedriva grundutbildning till polis. I januari 2015 startade de första polisstudenterna sin utbildning vid Södertörns högskola. Högskolan fick tillstånd av Universitetskanslersämbetet att utfärda licentiat- och doktorsexamen inom området utbildningsvetenskapliga studier i november 2017.

## Profil
Södertörns högskola har en tvärvetenskaplig och mångkulturell profil. En annan viktig inriktning för högskolan är begreppet medborgerlig bildning som särskilt betonades under ledningen av rektor Ingela Josefson. Verksamhetsåret 2024 arbetade 74 professorer och 100 doktorander med anställning på högskolan. 
Även inom ämnet filosofi har Södertörns högskola profilerat sig särskilt då den är den enda högskolan i Sverige där man kan erhålla en filosofiutbildning i den kontinentala traditionen, till skillnad från andra filosofiska institutioner runt om i landet där den analytiska traditionen är dominerande. 

## Institutioner
Södertörns högskolas institutioner ansvarar för att genomföra utbildning och forskning. Institutionen har ansvar för all verksamhet inklusive personal, studenter, ekonomi, lokaler och arbetsmiljö. Till institutionerna hör ämnen samt utbildningsprogram och centrumbildningar. Varje institution leds av en prefekt, som är chef samt vetenskaplig och pedagogisk ledare för en institution. Södertörns högskola består av fem institutioner:
- Institutionen för historia och samtidsstudier
- Institutionen för kultur och lärande
- Institutionen för naturvetenskap, miljö och teknik
- Institutionen för polisiärt arbete
- Institutionen för samhällsvetenskaper

På högskolan finns två högskolegemensamma utbildningar: lärarutbildningen och polisutbildningen. Lärarutbildningen leds av en akademisk ledare och polisutbildningen leds av en prefekt. Utbildningarna bemannas av lärare från institutionerna. Lärare med polisiär kompetens är anställda vid Polismyndigheten och arbetsleds av den prefekten. Polisutbildningen bedrivs på uppdrag av Polismyndigheten.

## Ämnen
Södertörns högskola utbildar inom ämnena arkeologi, arkivvetenskap, biblioteks- och informationsvetenskap, biologi, engelska, estetik, etnologi, filosofi, företagsekonomi, genusvetenskap, geografi, historia, idéhistoria, informatik, internationella relationer, journalistik, juridik, konstvetenskap, litteraturvetenskap, lärarutbildning, medie- och kommunikationsvetenskap, medieteknik, miljövetenskap, nationalekonomi, offentlig förvaltning, offentlig rätt, pedagogik, praktisk kunskap, psykologi, religionsvetenskap, retorik, socialt arbete, sociologi, statsvetenskap, svenska, turismvetenskap, utveckling och internationellt samarbete. 

## Forskning
På Södertörns högskola bedrivs forskning inom humaniora, samhällsvetenskap, naturvetenskap, miljö, teknik och utbildningsvetenskap. Anslag och bidrag till forskning och forskarutbildning vid Södertörns högskola uppgick 2024 till cirka 417 miljoner kronor. Forskningens och forskarutbildningens andel av högskolans totala verksamhet under 2024 uppgick till 36 procent. Genom Östersjöstiftelsen får högskolan medel till forskning med inriktning mot Östersjöregionen och Östeuropa. Stiftelsen är högskolans i särklass största externa forskningsfinansiär och 2024 tilldelade stiftelsen högskolan drygt 238 miljoner kronor.
Bidragen från Östersjöstiftelsen finansierar forskningsprojekt sökta av högskolans forskare i konkurrens och särskilda satsningar på forskning inom Östersjöområdet till exempel marinarkeologi eller miljövetenskap. Stiftelsen finansierar även flera centrumbildningar, bland annat Centre of Baltic and East European Studies med forskarskolan Baltic and East European Graduate School, Samtidshistoriska institutet och Centrum för praktisk kunskap. Stiftelsen bidrar även till högskolans bibliotek. 
Vid högskolan finns ett antal särskilt starka forskningsområden: Östersjö- och Östeuropaforskning, institutionell förändring i det moderna samhället, samtidshistoria, kritisk kulturteori och estetik, genusstudier, interreligiösa relationer, miljövetenskap, biovetenskap med flera. 
Tidigare har högskolans cirka 100 doktorander registrerats vid andra lärosäten genom forskarskolorna: Forskarskolan i entreprenörskap och innovation (värduniversitet Växjö universitet), Forskarskolan i historia (värduniversitet Lunds universitet) och Forskarskolan i genomik och bioinformatik (värduniversitet Stockholms universitet), samt genom avtal med enskilda institutioner vid framför allt Stockholms universitet och Karolinska institutet. Tillsammans med Skolverket och Mångkulturellt centrum driver Södertörns högskola sedan 2001 Centrum för interkulturell skolforskning i Fittja. 2011 antogs de första doktoranderna direkt till högskolan.

### Institut och forskningscentrum
Centrumbildningarnas eller institutens huvudsyfte är att de ska tillföra högskolan ett akademiskt mervärde genom att fokusera ett vetenskapligt intressant fält som ligger i skärningspunkten mellan traditionella discipliner. På så sätt vill högskolan skapa en kreativ mötesplats för medarbetare och studenter.
På Södertörns högskola finns sju forskningscentrum/institut:
- Centrum för Östersjö- och Östeuropaforskning (CBEES) [20]
- Förvaltningsakademin [21]
- Centrum för praktisk kunskap [22]
- ENTER forum för forskning kring entreprenörskap [23]
- Samtidshistoriska institutet (SHI)[24]
- The Stockholm Centre on Health of Societies in Transition (SCOHOST) [25]
- Maritime Archaelogical Research Institute at Södertörn University[26]

### Poddar
På Södertörns högskola produceras flera olika poddar som diskuterar vetenskap och fakta på ett underhållande sätt. Några av de poddar som produceras är:
- MKV-podden – Medievetare förklarar världen är den första svenska podden som diskuterar dagsaktuella ämnen från ett MKV-perspektiv, det vill säga med hjälp av kunskap från medie- och kommunikationsvetenskap. Programledarna Anne Kaun och Staffan Ericson, båda verksamma vid MKV på Södertörns högskola, gästas av eminenta medieforskare från hela landet och diskuterar spännande och aktuella ämnen som rollen och framtiden av opinionsundersökningar under valen, medietillit och pandemin, sociala medier och mycket mer.
- Södertörns forskarpodd bjuder på underhållning, vetenskap och fakta genom samtal med forskare vid högskolan. Podden produceras av högskolans studenter.
- Klimatgap utforskar gapet mellan kunskap och handling i klimatfrågorna med Maria Wolrath Söderberg, forskare i retorik, och Isak Jarnehäll. I podden behandlas klimatfrågan på ett lättsamt och tillgängligt sätt men med vetenskaplig tyngd och kunniga gäster. Poddens avsnitt tar upp sådant som flygskam och barnskam, om att vara köttätare eller vegetarian, om tekniken kan rädda oss, om klimatförnekelse och mycket annat.
- Poddagogen – om skolforskning med Janne Kontio & Sofia Lundmark, i samarbete med Skolporten.[27]

## Samverkan
Högskolans samverkan sker med kommuner, Stockholmsregionen, stora och små företag samt civilsamhällesorganisationer. Stora delar av samverkan sker inom centrumbildningarna som har särskilda uppdrag inom samverkansområdet. Dessa kan vara geografiska, som i fallet Centre for Baltic and Eastern European Studies (CBEES) som verkar inom Östersjöområdet, eller tematiska, som inom Centrum för praktisk kunskap, Förvaltningsakademin eller Reinvent.
Flera av högskolans stora utbildningar har täta band till specifika branscher – som program inom ekonomi, medieteknik, journalistik, spelutveckling, miljövetenskap, turism, konstvetenskap/estetik.
Södertörns högskola har ett strategiskt partnerskap med Botkyrka kommun och väl utvecklade relationer med Huddinge kommun, Stockholms stad och Järfälla kommun/Barkarby science. Med Huddinge kommun driver högskolan ett residens för scenkonst där konstnärlig praktik möter högskolans forskning och utbildning och involverar olika grupper i lokalsamhället.
Sektorsövergripande personrörlighet utgör en samverkansform högskolan satsat särskilt på. Genom särskilda program har forskare och lärare fått möjlighet att tillbringa tid i organisationer utanför akademin för att initiera samverkan och öka relevans och kvalitet i forskning och utbildning.

### Sverige mot organiserad brottslighet (SMOB)
Sverige mot organiserad brottslighet (SMOB) är ett initiativ med målet att stärka Sveriges förmåga att bekämpa organiserad brottslighet, med särskild fokus på den kriminella ekonomin. 
Initiativet leds av Amir Rostami, professor i kriminologi, och drivs av Södertörns högskola. SMOB är ett samarbete mellan flera aktörer, såsom Arbetsförmedlingen, Ekobrottsmyndigheten, Försäkringskassan, Kronofogden, LO, Migrationsverket, Polismyndigheten, Skatteverket, Stockholms Handelskammare, Svenskt Näringsliv, Södertörns högskola, TCO och Tullverket. Det finansieras av Europeiska socialfonden (ESF) och samfinansieras av myndigheter och organisationer inom partnerskapet.

## Internationalisering
Av högskolans internationaliseringspolicy framgår att Södertörns högskola ska vara ett internationellt lärosäte där utbildning och forskning präglas av mångfald, vidgade perspektiv och interkulturellt tänkande. Högskolan ska i det dagliga arbetet erbjuda studenter, lärare och personal en internationell miljö där naturliga möten mellan olika kulturer kan ske.

### KreativEU
Södertörns högskola är en del av Europauniversitetet KreativEU (Knowledge & Creativity European University) vilket finansieras av EU:s Erasmus+ program under åren 2025–2028, med möjlighet till förlängd finansiering därefter. KreativEU bygger på ett långsiktigt, institutionellt, strukturellt och strategiskt samarbete mellan de deltagande elva lärosätena. Målet är ett konkurrenskraftigt transnationellt utbildningsutbud i det mångvetenskapliga kulturarvsområdet med ett nära samarbete i frågor kring hållbarhet, integration, jämställdhet och digitalisering. KreativEU strävar efter att stärka den europeiska sammanhållningen och värdegrunden genom att knyta samman nationella och lokala kulturarv, traditioner, hantverk och folklore, i bred bemärkelse. Utöver Södertörns högskola ingår dessa lärosäten i KreativEU:
- Polytechnic University of Tomar (IPT), Portugal (koordinerande lärosäte)
- Tsenov Academy of Economics (TAE), Bulgarien
- Trnava University (TUT), Slovakien
- Valahia Univ. of Târgoviște (VUT), Rumänien
- Adana Alparslan Türkeş Science and Technology University (ATU), Turkiet
- University of South Bohemia (USB), Tjeckien
- University of Camerino (UNICAM), Italien
- Breda University of Applied Sciences (BUas), Nederländerna
- University of Greifswald (GU), Tyskland
- University of Opole (OUTech), Polen.[30]

## Bibliotek
Södertörns högskolebiblioteks är bibliotek åt Södertörns högskola, Röda Korsets Högskola och Stockholms Musikpedagogiska institut, samt ett offentligt bibliotek, öppet för allmänheten. De nuvarande lokalerna invigdes 10 september 2004. Biblioteket ritades av Christer Malmström arkitektkontor AB, och dess arkitektur har belönats med Kasper Salin-priset. Byggnaden är på totalt 11 000 kvadratmeter, varav ungefär 6000 kvadratmeter används som biblioteksutrymmen. Genom en delvis underjordisk gång är biblioteket sammankopplat med Moas båge. Utöver ungefär 140 000 tryckta medier rymmer biblioteksbyggnaden också 700 studieplatser placerade i allt från en tyst läsesal till grupprum samt bland annat inspelningsstudio, undervisningssalar, restaurang och café. 

## Rektorer
- 1 januari 1997-31 december 2002: Per Thullberg
- 2003–30 juni 2010: Ingela Josefson
- 1 juli 2010–30 juni 2016 Moira von Wright
- 1 juli 2016–30 juni 2025: Gustav Amberg
- 1 augusti 2025–: Ylva Fältholm

## Studentliv
SöderS är studentkåren vid Södertörns högskola och har varit det sedan 1996. SöderS arbetar främst med tre verksamhetsområden; en bra utbildning som är rättvis och har hög kvalitet, en rolig och givande studietid och att studentkåren ska vara en stabil organisation som ska vara enkel att påverka. En del av arbetet är SöderS Pub som är en ideellt driven pub av och för studenter vid Campus Flemingsberg. Puben fungerar som en central mötesplats för studenter och är särskilt populär för förfester och avkoppling efter tentor.
Sedan 2001 finns en alumnverksamhet på högskolan som vänder sig till tidigare studenter som läst på Södertörns högskola. Nätverket heter SH Alumni och är tänkt att underlätta upprätthållandet mellan tidigare kurskamrater och lärare, samt skapa nya kontakter för framtiden.
Södertörns högskola har också flera studentföreningar. Södertörns förenade ekonomer, även kallad SÖFRE, är den största med runt 1 200 medlemmar (2016). SÖFRE riktar sig främst till ekonomistudenterna.  En annan studentförening är TUG - Turister utan gränser. TUG är turismprogrammets enda studentförening vid Södertörns högskola och riktar sig främst mot turismstuderande men välkomnar alla studenter på högskolan. Fokus ligger i att försöka förbättra studietiden som turismstudent, samt att verka för en ökad kontakt mellan studenter och näringslivet.

## Personer som arbetar eller har arbetat på högskolan
- Birgitta Almgren
- Christoph Andersson
- Janne Andersson
- Pierre Andersson
- Henrik Arnstad
- Karl-Olov Arnstberg
- Jenny Berglund
- Håkan Blomqvist
- Jolin Boldt
- Jonna Bornemark
- Anders Burman
- Carl-Olof Cederlund
- Sten Dahlstedt
- Sara Danius
- Aimée Delblanc
- Marie Demker
- Ulla Ekström von Essen
- Aris Fioretos
- Rasmus Fleischer
- David Gaunt
- Mehdi Ghazinour
- Ali Hajighasemi
- Yvonne Hirdman
- Ola Holmgren
- Tobias Hübinette
- Alf W. Johansson
- Eva Jonsson
- Pirjo Lahdenperä
- Reinhold Lennebo
- Mark Malmström
- Ulla Manns
- Susanne Olsson
- Dick Ramström
- Johan Rönnby
- Werner Schmidt
- Björn Skogar
- Simon Sorgenfrei
- Ingvar Svanberg
- David Thurfjell
- Margareta Tillberg
- Håkan Tribell
- Sven-Olov Wallenstein
- David Westerlund
- Ebba Witt-Brattström
- Per Wramner
- Kjell Östberg
- Maria Wolrath Söderberg

## Konst
Vid Södertörns högskola finns en konstkollektion på närmare 400 verk, som tagits fram i flera omgångar genom åren, i samarbete med projektledare vid Statens konstråd och Moderna Museet. Konstverket Moas stenar av svenska skulptören Claes Hake uppfördes utanför Södertörns högskola 2002. Inne i lokalerna finns konst av konstnären Nina Bondeson.

### Art Space Södertörn
Art Space Södertörn är en permanent plats för tillfälliga konstutställningar som drivs av och finns på Södertörns högskola. Här visas samtidskonst eller andra kulturella uttryck, i curerade utställningar som står dialog med forskningen och campuskonsten på högskolan. Här möter studenter, forskare och allmänhet konst som ger tillfälle till eftertanke, nya erfarenheter och samtal om aktuella samhällsfrågor. Studentvärdarna i utställningen berättar gärna om verken. Utställningsrummet är öppet för allmänheten måndag till fredag 10:00-16:00, fri entré.